# Dash Berlin
Dash Berlin — нидерландский коллектив, исполняющий музыку в стиле транс и хаус, образованный в 2007 году в Гааге. Основателями коллектива являются три диджея нидерландского происхождения: Джеффри Суториус (нидерл. Jeffrey Sutorius), Элке Калберг (нидерл. Eelke Kalberg), Себастиан Молейн (нидерл. Sebastiaan Molijn). По состоянию на 2019 год он занимает 52 место в списке лучших диджеев мира по версии журнала DJ Magazine.

## История
Джеффри Суториус, он же Dash Berlin родился в ноябре 1979 года в Гааге, в семье джазового барабанщика. В школьные годы, он стал большим поклонником электронной музыки. В подростковом возрасте Джеффри работал в музыкальном магазине, где стал настоящим коллекционером виниловых пластинок трансовой музыки. Вдохновленный творчеством таких музыкантов как Sven Vath, Oliver Lieb, Sander Kleinenberg, Джеффри начал производство собственной музыки. В начале 2006 года совместно с другими музыкантами и близкими друзьями Kalberg и Molijn, сформировал группу Dash Berlin.
Прорывом для Dash Berlin в начале 2007 года стал трек «Till the Sky Falls Down». Композиция стремительно подобралась к вершине мировых трансовых чартов, отчасти из-за Армина ван Бюрена, который включил его в третью главу своего альбома «Universal Religion».
Dash Berlin вместе с Cerf, Mitiska и Jaren организует лейбл Aropa Records (как дочерний лейбл Armada Music), где первым релизом становится его сингл «Man On The Run». Композиция моментально добралась до вершины международных музыкальных Trance-чартов и получила номинацию на «Best Trance Track» на ежегодной награде Trance Awards.
В 2009 году Dash Berlin выпускает дебютный альбом «The New Daylight», в состав которого вошли хиты «Till the Sky Falls Down», «Man on the Run», «Waiting» и «Never Cry Again». Мировое турне в поддержку альбома стартовало с января 2010 года в Австралии. Как диджей он объездил весь мир и дебютировал на таких крупных мероприятиях, как «Trance Energy» в Утрехте, «A State Of Trance 450» в Братиславе и «Dance Valley» в Спарнвуде.
Дебютировавший в 2010 году в рейтинге DJ MAG TOP 100 на 15 месте, в 2011 Dash Berlin занял восьмое место. По итогам 2012 года Dash Berlin занял наивысшую в своей истории позицию в рейтинге — 7-ю. С тех пор позиции постепенно падали: многие фанаты связывают это с переходом группы на звучание в стиле Progressive House, что не понравилось части фанатов группы. В последний раз в качестве Dash Berlin группа числилась на 20 месте в списке лучших диджеев.
В 2018 году, вследствие разногласий между участниками, Суториус покинул коллектив и продолжил выступать под собственным именем. Молейн и Калберг, лишившие Суториуса доступа к группе, планировали выступать и писать музыку вдвоём, но впоследствии оба добровольно покинули проект в 2019-м. Таким образом, Джеффри вновь смог взять под влияние имя Dash Berlin, теперь уже в качестве сольного артиста.
Торжественное возвращение Dash Berlin состоялось на сентябрьском фестивале Ultra Japan 2019 в Токио.

## Дискография

### Студийные альбомы
| Название         | Детали                                                                            |
| ---------------- | --------------------------------------------------------------------------------- |
| The New Daylight | - Released: 12 October 2009 - Label: Armada, Aropa - Format: CD, digital download |
| #Musicislife     | - Released: 27 April 2012 - Label: Armada - Format: CD, digital download          |
| We Are (Part 1)  | - Released: 29 August 2014 - Label: Aropa - Format: CD, digital download          |
| We Are (Part 2)  | - Released: 24 March 2017 - Label: Armada - Format: CD, digital download          |

### Синглы
| Название                                                              | Год  | Пиковая позиция | Пиковая позиция | Альбом            |
| Название                                                              | Год  | NLD             | BEL             | Альбом            |
| --------------------------------------------------------------------- | ---- | --------------- | --------------- | ----------------- |
| "Till the Sky Falls Down"                                             | 2007 | 36              | —               | The New Daylight  |
| "Man on the Run" (with Cerf, Mitiska and Jaren)                       | 2009 | 93              | —               | The New Daylight  |
| "Waiting" (featuring Emma Hewitt)                                     | 2009 | —               | 25              | The New Daylight  |
| "Never Cry Again"                                                     | 2010 | —               | —               | The New Daylight  |
| "Janeiro" (featuring Solid Sessions)                                  | 2010 | —               | —               | The New Daylight  |
| "Disarm Yourself" (featuring Emma Hewitt)                             | 2011 | —               | —               | #Musicislife      |
| "Apollo Road" (with ATB)                                              | 2011 | —               | —               | Distant Earth     |
| "Better Half of Me" (featuring Jonathan Mendelsohn)                   | 2011 | —               | —               | #Musicislife      |
| "World Falls Apart" (featuring Jonathan Mendelsohn)                   | 2012 | —               | —               | #Musicislife      |
| "Go It Alone" (featuring Sarah Howells)                               | 2012 | —               | —               | #Musicislife      |
| "Silence in Your Heart" (featuring Chris Madin)                       | 2012 | —               | —               | #Musicislife      |
| "Like Spinning Plates" (featuring Emma Hewitt)                        | 2012 | —               | —               | #Musicislife      |
| "When You Were Around" (featuring Kate Walsh)                         | 2012 | —               | —               | #Musicislife      |
| "Fool for Life" (featuring Chris Madin)                               | 2013 | —               | —               | #Musicislife      |
| "Steal You Away" (with Alexander Popov featuring Jonathan Mendelsohn) | 2013 | —               | —               | #Musicislife      |
| "Jar of Hearts" (featuring Christina Novelli)                         | 2013 | —               | —               | #Musicislife      |
| "Dragonfly" (with Carita La Nina)                                     | 2014 | —               | —               | Non-album single  |
| "Earth Meets Water" (with Rigby)                                      | 2014 | —               | —               | We Are (Part 1)   |
| "Here Tonight" (with Jay Cosmic featuring Collin McLoughlin)          | 2014 | —               | —               | We Are (Part 1)   |
| "Somehow" (with 3LAU featuring Bright Lights)                         | 2014 | —               | —               | We Are (Part 1)   |
| "Shelter" (featuring Roxanne Emery)                                   | 2014 | —               | —               | We Are (Part 1)   |
| "Never Let You Go" (with John Dahlbäck featuring BullySongs)          | 2015 | —               | —               | We Are (Part 1)   |
| "This Is Who We Are" (with Syzz)                                      | 2015 | —               | —               | We Are (Part 2)   |
| "Underneath the Sky" (featuring Christon)                             | 2015 | —               | —               | We Are (Part 1)   |
| "Yesterday Is Gone" (with DubVision featuring Jonny Rose)             | 2015 | —               | —               | We Are (Part 2)   |
| "I Take Care" (vs. Clément Bcx)                                       | 2015 | —               | —               | We Are (Part 2)   |
| "Gold" (with Dbstf featuring Jake Reese, Waka Flocka and DJ Whoo Kid) | 2016 | —               | —               | We Are (Part 2)   |
| "Without the Sun" (with Luca Perra)                                   | 2016 | —               | —               | We Are (Part 2)   |
| "Heaven" (featuring Do)                                               | 2016 | —               | —               | We Are (Part 2)   |
| "Listen to Your Heart" (featuring Christina Novelli)                  | 2017 | —               | —               | We Are (Part 2)   |
| "Save Myself" (with Dbstf featuring Josie Nelson)                     | 2018 | —               | —               | Non-album singles |
| "Locked Out of Heaven" (featuring Jonathan Mendelsohn)                | 2019 | —               | —               | Non-album singles |
| "You Broke Me First"                                                  | 2021 | —               | —               | Non-album singles |
| "Oceans"                                                              | 2021 | —               | —               | Non-album singles |
| "Home At Last" (with Sir Notch)                                       | 2021 | —               | —               | Non-album singles |
| "—" обозначает сингл, который не вошел в чарты или не был выпущен.    |      |                 |                 |                   |

### Компиляции
- United Destination 2010
- United Destination 2011
- United Destination 2012
- United Destination 4

### Ремиксы
- 2008 Cerf, Mitiska & Jaren — You Never Said (Dash Berlin Remix)
- 2009 Dash Berlin feat. Emma Hewitt — Waiting (Dash Berlin 4AM Mix)
- 2009 Dash Berlin feat. Cerf, Mitiska & Jaren — Man On The Run (Dash Berlin 4AM Remix)
- 2009 Depeche Mode — Peace (Dash Berlin Remix)
- 2009 Medina — You & I (Dash Berlin Remix)
- 2010 Dash Berlin — Never Cry Again (Dash Berlin 4AM Mix)
- 2010 Dash Berlin feat. Solid Sessions — Janeiro (Dash Berlin 4AM Mix)
- 2010 Armin van Buuren & Sophie Ellis-Bextor — Not Giving Up On Love (Dash Berlin 4AM Mix)
- 2010 Dash Berlin feat. Susana — Wired (Dash Berlin 4AM Mix)
- 2011 Dash Berlin feat. Emma Hewitt — Disarm Yourself (Dash Berlin 4AM Mix)
- 2011 Filo & Peri feat. Audrey Gallagher — This Night (Dash Berlin Remix)
- 2011 First State feat. Sarah Howells — Reverie (Dash Berlin Remix)
- 2011 Morning Parade — A&E (Dash Berlin Remix)
- 2011 Lange presents. Firewall — Touched (Dash Berlin’s 'Sense Of Touch' Remix)
- 2012 Ferry Corsten feat. Betsie Larkin — Not Coming Down (Dash Berlin 4AM Remix)
- 2013 Dash Berlin feat. Chris Madin — Fool for life (Dash Berlin 4AM Remix)
- 2013 Hardwell feat. Amba Shepherd — Apollo (Dash Berlin 4AM Remix)
- 2013 Krewella — Live for the Night (Dash Berlin Remix)
- 2014 Zedd feat. Matthew Koma & Miriam Bryant — Find You (Dash Berlin Remix)
- 2014 Cash Cash feat. John Rzeznik — Lightning (Dash Berlin 4AM Remix)
- 2015 Lost Frequencies — Are you with me (Dash Berlin Remix)
- 2015 Martin Garrix feat. Usher — Don’t Look Down (Dash Berlin Remix)
- 2016 The Chainsmokers — New York City (Dash Berlin Remix)